# Региональный музей Чьяпаса
Региональный музей Чьяпаса (исп. Museo Regional de Chiapas) — самый большой музей в Тустла-Гутьеррес, в штате Чьяпас, и один из самых значимых в Мексике. Музей состоит из двух основных залов, один из которых посвящен мезоамериканской археологии штата, а другой — истории государства, начиная с испанского завоевания. Археологические экспозиции посвящены городам индейцев соке и майя. Исторические экспозиции охватывают период до начала XX века. В дополнение к постоянной коллекции также в музее открыты зал для временных выставок и аудитория для проведения различных мероприятий, таких как автограф-сессии, летние занятия, конференции и других.

### История

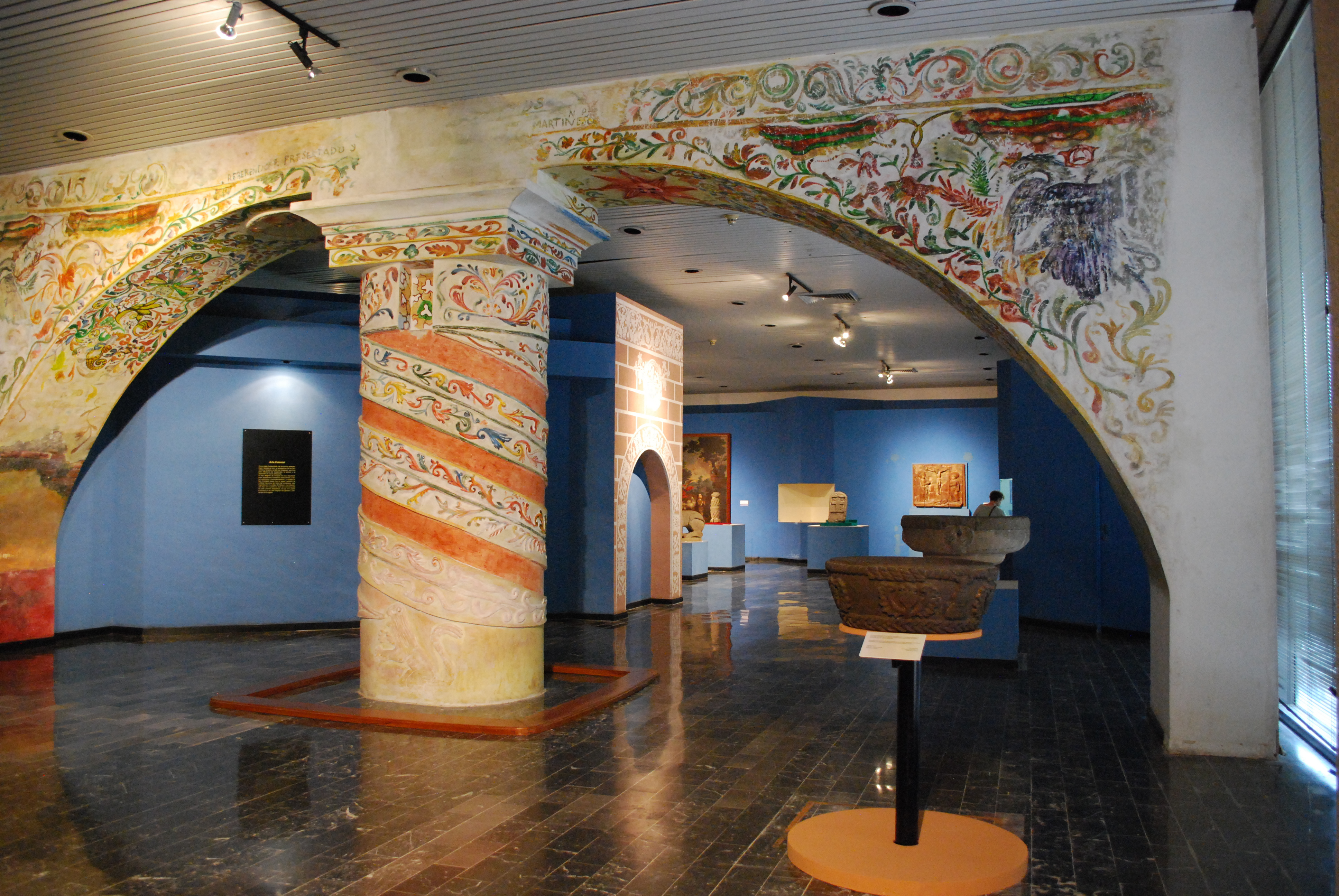
Зал, посвященный колониальной истории штата

Здание музея было построено в современном стиле в период с 1979 по 1982 год, экспозиция открылась в 1984 году. Музей расположен на окраине парка Мадеро. Первый этаж оформлен как самолетный ангар. Здание спроектировано архитектором Хуаном Мирамонтесом Нахерой. Этот проект получил первую премию на Третьем архитектурном биеннале, прошедшем в 1985 году в Софии (Болгария). Среди его декоративных элементов — фреска под названием «Волшебный мир майя». Она была написана в 1963 году Леонорой Кэррингтон для Антропологического музея в Мехико, но затем перевезена в Чьяпас.

### Постоянная экспозиция

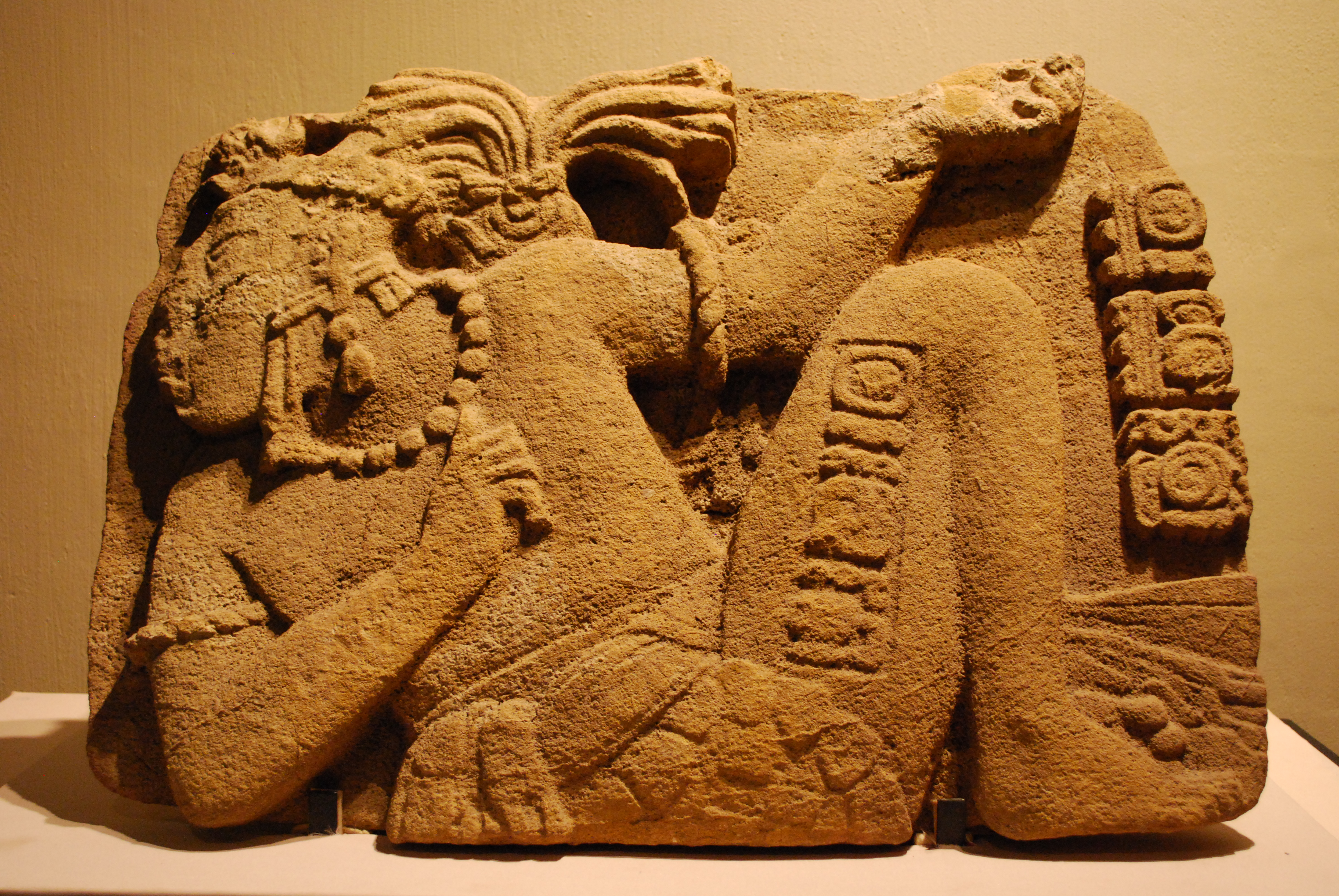
Камень, изображающий правителя Паленке Джоя Читама II в положении пленника на рельефе из Тонала, Чьяпас.

Постоянная экспозиция музея посвящена истории государства и разделена на два зала: один посвящен археологии, а другой — истории, начиная с периода испанского завоевания. Экспонаты снабжены надписями на испанском и английском языках. Зал археологии посвящен доколумбовой истории штата, начиная с доисторических времен и заканчивая периодом, предшествовавшим приходу испанцев, с акцентом на культуры соке и майя, проживавших на территории штата. Представленные на выставке экспонаты разделены на три периода по времени. Первый — доклассический, который начинается с основания сельскохозяйственных поселений в период между 2000 и 1000 годами до н. э. и примерно до 300 года до н. э. На это время приходится экспансия ольмеков, а также расцвет местных городов, таких как Исапа и Чьяпа-де-Корсо. Второй — классический период (300 г. до н. э. — 900 г. н. э.) характеризуется расцветом цивилизации майя и появлением нескольких заметных поселений племени соке. Постклассический период отмечен падением великих городов майя примерно в 900 году нашей эры и продолжается до прихода испанцев. В этой области Мезоамерики коренные народы были разбросаны по небольшим изолированным общинам без региональной сплоченности. Во второй половине этого периода ацтеки с Мексиканского нагорья начали совершать сюда набеги, завоевывая Центральную долину и регионы Соконуско. Представленные на выставке экспонаты сопровождаются диаграммами, картами и репродукциями доиспанских фресок, чтобы дать представление о контексте.
Второй зал посвящен периоду от испанского завоевания региона до начала XX века. Он разделен на период завоевания, колониального периода, войны за независимость, войны за Реформу, правления Порфирио Диаса и Мексиканской революции. Коллекция включает оружие, утварь, исторические документы, картины и предметы католического культа, особенно из Чьяпа-де-Корсо, Сан-Кристобаль-де-лас-Касас и бывшего монастыря в Текпатане.

### Мероприятия и временные выставки
В дополнение к двум основным выставочным залам, есть еще один зал, предназначенный для временных экспозиций, а также аудитория на 250 мест. Они используются для проведения событий, связанных с музеем, а также для других мероприятий. Музей предлагает летние курсы, концерты, автограф-сессии, выставки, традиционный алтарь для празднования Дня мёртвых и многое другое. Летние занятия включают в себя мастер-классы по археологии, керамике и различным видам искусства, в основном для детей. Также открыт детский воскресный киноклуб. Ежегодный оформляется «Алтарь», который является достопримечательностью не только для местного населения, но и для туристов. Он создается с различными художниками и ремесленниками штата, чтобы отразить традиции и культуру Чьяпаса. Ежегодное празднование Международного дня музеев совместно с Международным советом музеев сопровождается музыкой, экскурсиями с гидом, конференциями и другими мероприятиями. С 2001 года музей спонсирует проведение Дня культуры для детей, уделяя особое внимание детям младшего школьного возраста из малообеспеченных районов. В мероприятиях принимают участие различные организации, связанные с окружающей средой, Университет науки и искусств штата Чьяпас, другие музеи и многие другие. Ежегодно в них принимают участие около 200 детей.
Прошедшие временные экспозиции были разнообразными и включали как археологические находки, так и современные работы. Одна из временных выставок называлась «Душа глины» и представляла собой коллекцию примерно из 350 керамических изделий, изготовленных за период более 4000 лет. «Brujos y chamanes» (с исп. — «Колдуны и шаманы») — выставка тридцати работ художников из Чьяпаса, посвященная местным магическим традициям штата и тому, как они повлияли на культуру региона. В музее была представлена временная выставка под названием «Доиспанский ягуар: следы Божественного», посвященная ряду археологических находок. Во многих мезоамериканских культурах ягуар был символом сверхъестественного, и его образ встречается в доиспанском искусстве с самых ранних времен. Почитание этого животного сохраняется и по сей день во многих группах коренных народов. Среди представленных экспонатов: скульптуры человека и ягуара, в том числе две из Исапы под названием «Танцующий ягуар» и «Защитник маиса». В экспозицию также вошло несколько изображений этого животного на керамике и другой утвари из разных частей штата Чьяпас.